# Parc naturel du Zwin
Pour les articles homonymes, voir Zwin.
Le parc naturel du Zwin, connu jusqu'en 2016 sous le nom de parc naturel provincial du Zwin et avant cela sous le nom de réserve naturelle du Zwin, est la réserve naturelle la plus importante de la partie belge du Zwin, un ancien estuaire de la mer du Nord. Il est adjacent à la Réserve naturelle du Zwin en Zélande aux Pays-Bas.
Le Zwin est le plus grand territoire salé de Belgique. Les vasières et prés-salés, situés derrière la plage et les dunes, sont partiellement ou totalement inondés par la mer à marée haute.
Actuellement, les vestiges de ce bras de mer constituent une réserve naturelle (333 ha dont 43 aux Pays-Bas) qui représente un biotope unique pour de nombreux oiseaux et plantes. À noter que cette réserve est traversée par la frontière belgo-néerlandaise matérialisée par deux bornes frontière. Une partie de la réserve (60 ha) est accessible au public.
Le Zwin se situe sur les communes de Knokke-Heist (Flandre-Occidentale) et de L'Écluse (Zélande).

## Histoire

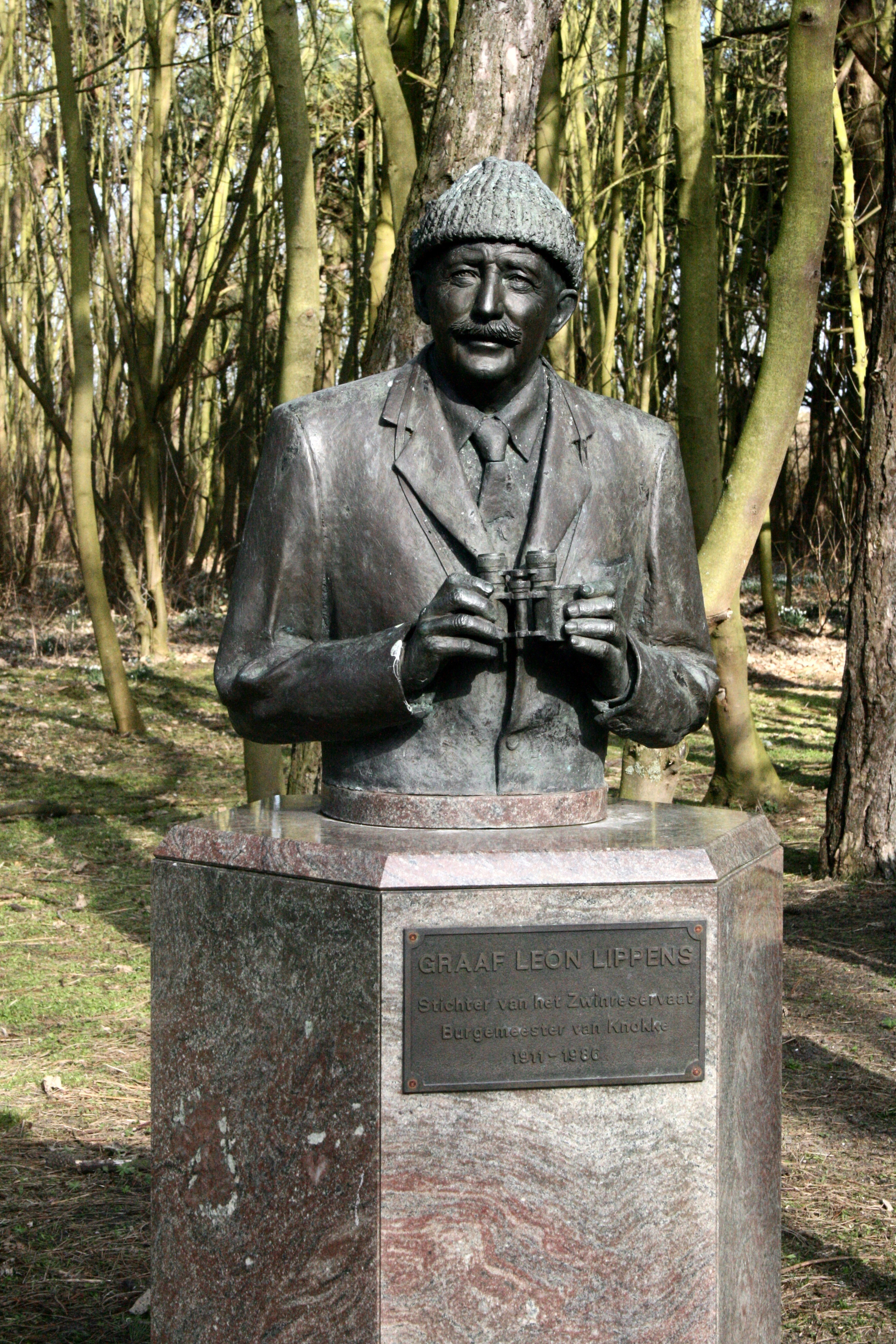
Buste du comte Léon Lippens

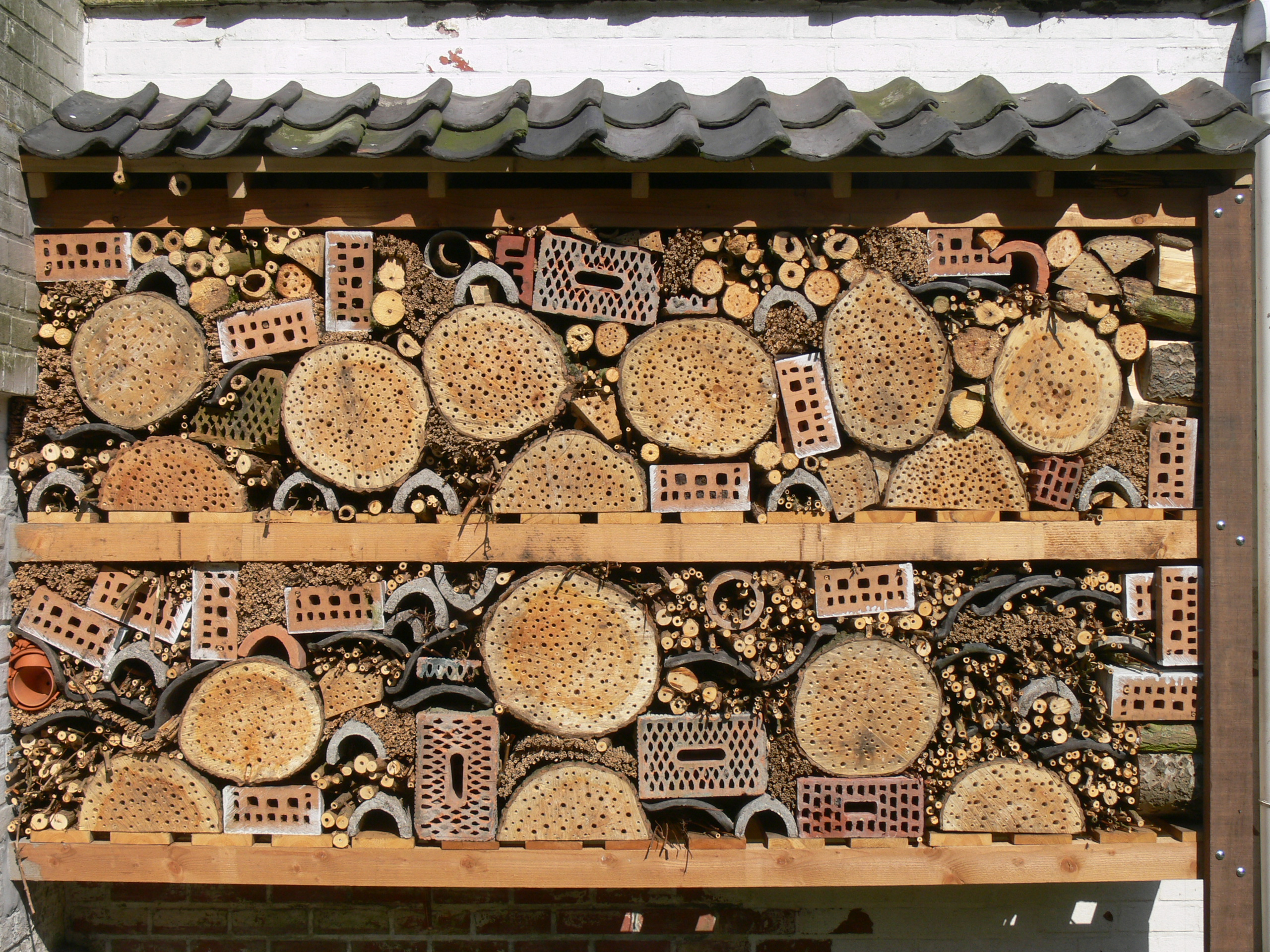
Nichoir à insectes et autres invertébrés

Le Zwin fut cédé en 1924 à la compagnie « Le Zoute ». 
Le Zwin est devenu une zone protégée en 1939.
Le comte Léon Lippens, qui la dirigeait néerlandaise 1952, fut l’un des plus grands pionniers dans le domaine de la sauvegarde de la nature en Belgique. Le Zwin était sa grande passion et sa raison d’être. Fermement déterminé à la protéger, il réussit à s’opposer tant aux instances officielles belges que néerlandaises ainsi qu’aux promoteurs de travaux intempestifs en tout genre. Il créa la réserve naturelle du Zwin cette année-là ; elle fut la première en Belgique. « Aucun subside n’a jamais été demandé ni reçu de l'État, ni de la Province, ni de la Commune », disait fièrement M. Guido Burggraeve, naturaliste et conservateur de la réserve. La réserve naturelle du Zwin est maintenant propriété de la Communauté flamande.
À la fois parc éducatif, réserve et centre de soins, jumelé avec le parc français du Marquenterre, le Zwin et sa « zone tampon » représente, depuis son acquisition par la Communauté flamande, 160 ha au total ; sa superficie est de 150 ha, dont 25 ha sont sur le sol néerlandais. Le passage emprunté par la mer pour pénétrer dans la réserve se trouve aux Pays-Bas. En 1950, allant à l’encontre de toute convention internationale, le gouvernement de ce pays décida de fermer le bras de mer alimentant le Zwin[réf. nécessaire]; la nature reprit ses droits[pas clair]. La terrible tempête du 1er février 1953 trancha net les interminables discussions entre les deux pays et rouvrit le bras de mer au prix nombreuses vies humaines.
La zone est protégée au niveau européen dans le cadre de la zone Natura 2000, zone de la directive Habitats « Zones de dunes comprenant IJzermonding et Zwin » (BE2500001) et zone de la directive Oiseaux « Zwin ».
En 2019, à la suite du percement de la digue internationale de 1872, le Zwin s'est agrandi de 120 hectares dont 10 hectares aux Pays-Bas. Il a fallu trois ans pour faire murir ce projet. Une nouvelle digue de 5,6 km de long a été construite pour protéger l'arrière-pays des tempêtes.

## Site Ramsar
Le Zwin est reconnu Site Ramsar depuis le 4 mars 1986.

## Flore
Les biotopes du Zwin sont composés de vases salées et de prés-salés. Les parties les plus basses de ces plaines sont inondées quotidiennement à chaque marée ; ce sont les « slikken ». Les parties les plus hautes des prés-salés, les « schorren », ne sont submergés qu’occasionnellement, lors des tempêtes de nord-ouest ou des grandes marées. Il en est de même pour l’estran, cette portion du littoral comprise entre les niveaux des plus hautes et des plus basses marées. Au sommet des dunes, les végétaux ne peuvent résister ni au vent ni au soleil qui les dessèchent. Le vent, travailleur infatigable, déplace continuellement le sable, provoquant l’érosion éolienne ; il ne cesse de remanier les dunes que les oyats et les laîches des sables tentent de fixer. Les panicauts, appelés aussi chardons des dunes, splendides ombellifères, proliféraient autrefois en ces lieux, mais ont beaucoup régressées.
La slikke est la zone où se développent quelques plantes succulentes, fort appréciées des oiseaux, mais aussi des humains, telles la salicorne ou la soude maritime.
Sur le schorre se trouve une flore typique constituée de plantes résistantes à l’eau de mer : les végétaux halophytes. Plus de 40 plantes différentes abondent dans les biotopes du Zwin, dont l’obione faux-pourpier, l’aster maritime, l’épinard de mer, ou la statice, fleur emblème du Zwin qui fait le bonheur des tadornes. Lors de sa floraison, le Zwin est revêtu de mauve, à perte de vue.
Espèces indigènes
Ces plantes subissent l’influence permanente de l’eau de mer salée. C’est pourquoi elles sont introuvables dans d’autres parties du littoral :
- la salicorne
- l'halimione portulacoïde, appelée aussi obione faux-pourpier ou arroche faux pourpier
- la statice des limons, appelée aussi saladelle, fleur du Zwin (Zwinneblomme en néerlandais), ou lavande de mer

## Faune

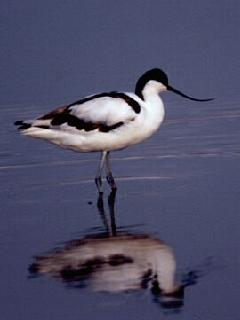
Avocette élégante, emblème du parc

Chaque année des milliers d’oiseaux viennent au Zwin pour nicher, hiverner ou chercher de la nourriture. La spécificité du sol de la réserve naturelle du Zwin en a fait la « plaque tournante » des grandes migrations. La non-utilisation de pesticides, sur tout son territoire, a permis le développement de quantités de champignons et autres plantes qui ont attiré une multitude d’insectes différents, de petite mammifères, de batraciens et de lézards. L’analyse des étangs, chenaux et criques a révélé la vie d’une trentaine d’espèces de poissons marins.
Submergée deux fois par jour, la slikke, réserve alimentaire très riche en particules d’argile, attire différents échassiers. C’est le cas de l’huîtrier pie, du chevalier gambette, du gravelot à collier interrompu, du bécasseau variable, du tournepierre à collier et de la barge rousse, qui y trouvent, à longueur d’année, coques, arénicoles, macoma, corophium (crevettes de vase), néréis, crabes, moules et hydrobies. La « perle » du Zwin est, sans conteste, l’avocette élégante. Petit échassier adapté aux eaux peu profondes, elle est reconnaissable à son long et fin bec recourbé vers le haut. Elle racle la slikke du bout de son bec en faisant un mouvement de fauchage latéral, à la recherche d’animalcules vivant sur le fond vaseux.
- oiseaux
  - Avocette élégante
  - Aigrette garzette
  - Barge rousse
  - Bécasseau variable
  - Busard des roseaux
  - Buse
  - Chevalier gambette
  - Cigogne
  - Eider à duvet
  - Épervier
  - Fauvette babillarde
  - Fauvette à tête noire
  - Fauvette des jardins
  - Fuligule milouinan
  - Garrot à œil d’or
  - Gravelot à collier interrompu
  - Guillemot de Troïl
  - Goéland
  - Harle piette
  - Héron cendré
  - Héron bihoreau
  - Huîtrier pie
  - Mouette rieuse
  - Mouette mélanocéphale
  - Oie cendrée
  - Pouillot véloce
  - Pouillot fitis
  - Tadorne de Belon
  - Tournepierre à collier
- mollusques
  - Coque
  - Moule
- crustacés
  - Corophium
  - Crabe
  - Hydrobie
  - Macoma
- Vers
  - Arénicole
  - Gravette
- insectes
  - Grisette